# Palais Forgács
Le palais Forgács est un bâtiment situé à Košice à l'angle des rues rues Hlavná et Vratná. 

## Historique
Ce palais aristocratique fut construit au début du XIXe siècle dans un style Empire.
Le tympan est orné des armoiries des familles Forgács et Pongrá. Il a subi de profondes transformations, principalement en 1940 quand fut installée une verrière pour les besoins d'une banque.

## Propriétaire et occupant du palais
Le comte Antal Forgács fut nommé à la tête de l'administration civile impériale de Košice après l'échec de la révolution hongroise de 1848. Plus tard, il proposa le palais au vice-Gouverneur de la Division à Košice, le baron Kristián Kotz. À partir de 1878, il était le siège du casino des nobles, une association de l'aristocratie hongroise de la région. En 1940, après l'installation d'une verrière couvrant la cour, il fut le siège d'une banque. Dans les années 1950, il fut le siège de l'union de l'amitié sovieto-tchéco-slovaque et par la suite la bibliothèque scientifique de l'état s'y installa. Celle-ci occupe toujours le palais.